# Cvetni trg
Cvetni trg (en serbe cyrillique : Цветни трг), la place des fleurs, est une place et quartier de Belgrade, la capitale de la Serbie, situés dans la municipalité urbaine de Vračar.

## Emplacement
Cvetni Trg est un petit quartier, de forme triangulaire, situé dans le quartier Vračar. Il est aujourd'hui situé dans la partie occidentale de la municipalité, sur la rue Kralja Milana et à la limite de la municipalité de Savski Venac. Le quartier est également délimité par les rues Njegoševa et Svetozara Markovića. La communauté locale comptait 25 759 habitants en 2002. La place de Cvetni Trg est située juste en face du Théâtre dramatique yougoslave de Belgrade et du parc du Manège.

## Histoire

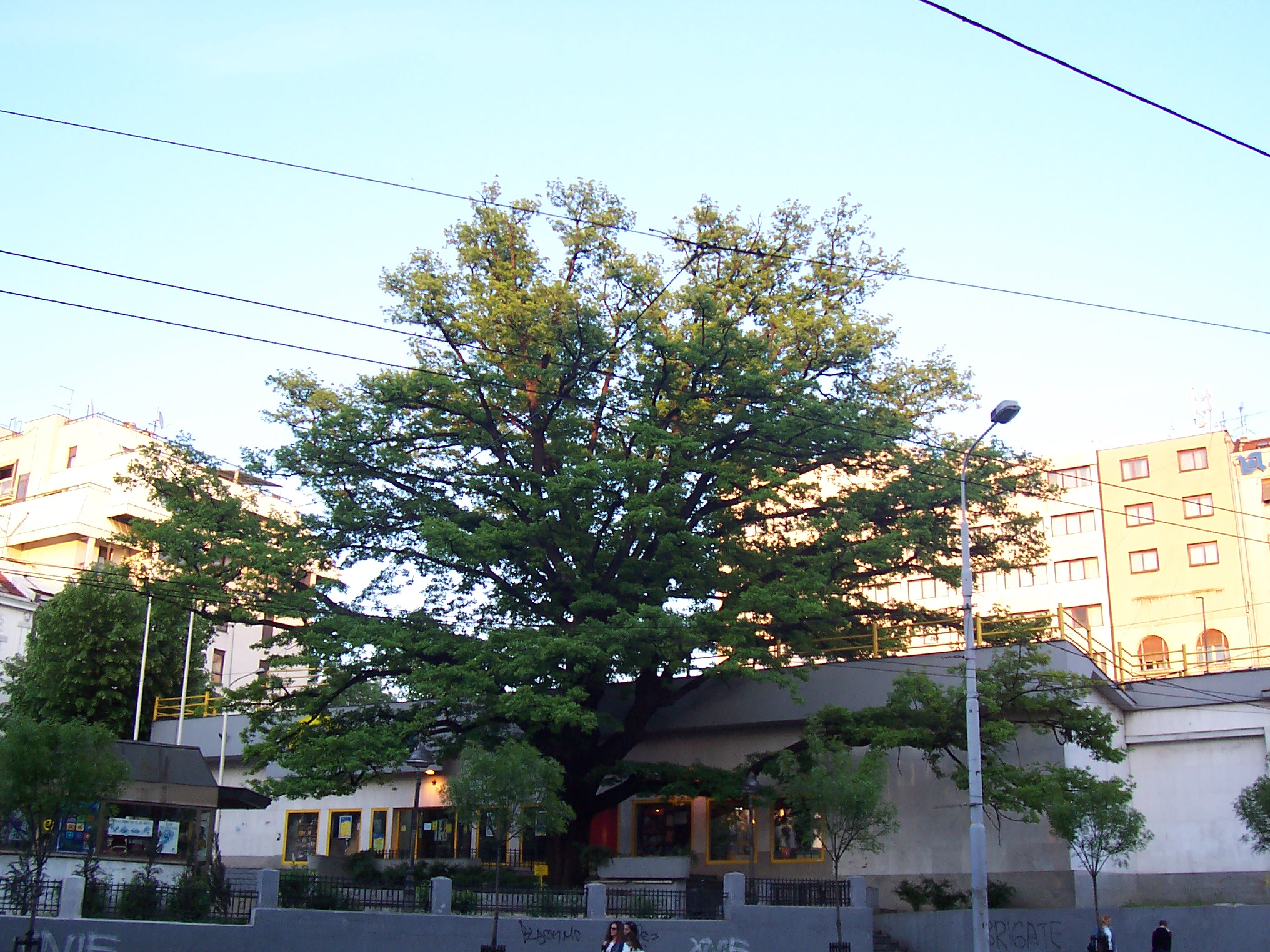
Un chêne pédonculé sur la place

Le secteur de Cvetni Trg était un secteur de Vračar couvert de forêts de chênes et de frênes. La forêt fut par la suite coupée pour laisser place au développement urbain, notamment à un marché. Un seul arbre subsiste de l'ancienne forêt, un chêne pédonculé de 30 m de haut (en serbe : hrast lužnjak), avec une couronne de 18 m de diamètre, sans doute âgé de 200 ans. Depuis 1980, il est protégé par l'État comme trésor naturel.
Cvetni Trg, la « place des fleurs », doit son nom aux nombreuses échoppes qui y vendent des fleurs.

## Économie
Depuis 1958, le quartier possède le plus grand supermarché moderne des Balkans et le premier disposant de rayons et de cartons de vente. Il fut le premier magasin à vendre des cannettes de coca-cola dans cette partie du monde. Depuis 1960, il a fait partie de la chaîne serbe de magasins Centroprom ; il a été acheté par la Delta Holding.

## Transports
La place est desservie par la ligne 24 (Dorćol - Neimar) de la société GSP Beograd.

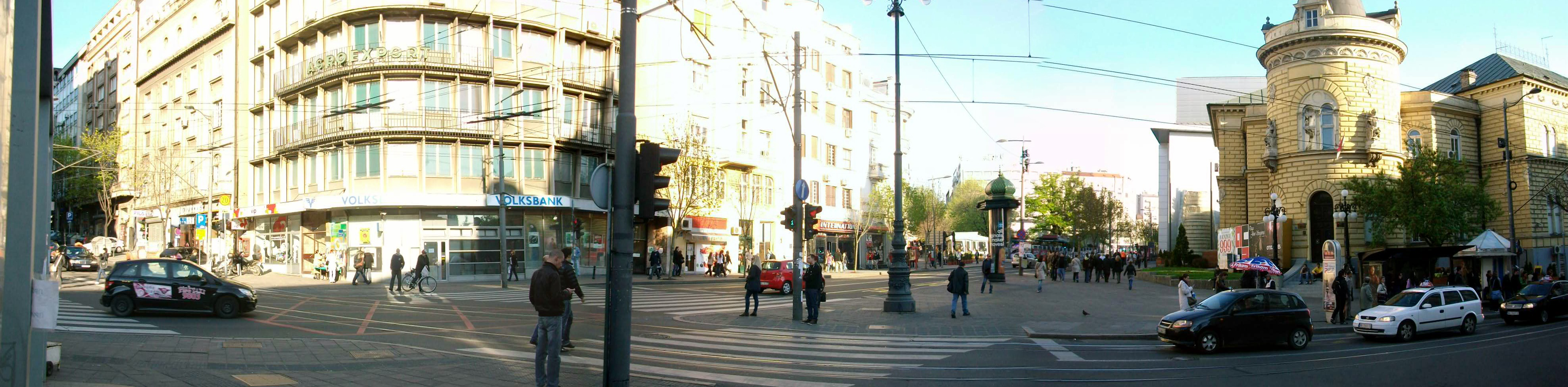
Le Cvetni trg